# Gračëvka
Gračëvka (in russo Грачёвка?) è un villaggio della Russia europea meridionale, situato nel Territorio di Stavropol'; è il centro amministrativo del distretto Gračëvskij.
Si trova 35 km a nord-est di Stavropol'.